# 秋山嘉子
秋山 嘉子（あきやま よしこ、1965年11月15日 - ）は、日本の女性声優、女優。東京都出身。血液型はO型。

## 人物
同人舎プロダクション→プロダクション東京ドラマハウス→離籍。現在は株式会社アクトゥリス内プロダクションVOICEプロアルカンシェルにマネージャーとして所属。

## 出演作品

### ドラマ
- わが子よIV（悠子）
- 私は負けない!ガンと闘う少女（中村葉子）

### 映画
- 積木くずし

### テレビアニメ
- 風と木の詩（生徒）
- 機甲戦記ドラグナー（ソニア）
- ダーティペア（アリス、キース）
- デッドヒート
- ノアの箱舟
- のらくろクン
- ぴょん太の冒険（ケロ）

### OVA
- ダーティペア（アリス、キース）

### 吹き替え
- 悪魔オルフェのいけにえ
- サイゴン
- サンダー3
- 私立探偵スペンサー
- 新ポリス・ストーリー
- スティング
- タイムマシーンにお願い
- トップモデル諜報員 カバー・アップ
- BIG WEDNESDAY
- ファーストフード
- フィラデルフィア・エクスペリメント
- ホテル・リッツの男
- ホログラムマン
- 若き日のJFK

### ナレーション
- 東急観光
- 桂由美まブライダル CM
- 江戸川競艇
- 税を知る週間（東京都）
- JAL
- アスキー

### ラジオ
- 笑福亭鶴光のオールナイトニッポン（レポーター）
- 秋山嘉子の目を覚ませ

### その他
- 房総プロムナード（レポーター/ナレーション）
- QVCジャパン
- 神奈川美容外科クリニック（フリーダイヤル案内）